# Lokiarchaeota
Lokiarchaeota (лат.) — предполагаемый тип архей. Тип был описан в 2015 году на основании генома, собранного при метагеномном анализе образцов, полученных рядом с гидротермальными источниками в Атлантическом океане на глубине 2,35 км. Филогенетический анализ показал, что Lokiarchaeota и эукариоты образуют монофилетический таксон. Геном Lokiarchaeota содержит около 5400 генов, кодирующих белки. Среди них были обнаружены гены, близкие к генам эукариот. В частности, гены, кодирующие белки, отвечающие за изменение формы клеточной мембраны, определение формы клетки и динамический цитоскелет. Таким образом, находит своё подтверждение эоцитная гипотеза, согласно которой эукариоты представляют собой группу внутри архей, приобретшую митохондрии путем симбиогенеза.

## Открытие
Был проведён метагеномный анализ образцов, собранных в 2010 году в Атлантическом океане рядом с гидротермальным источником Замок Локи. Перед этим было показано наличие в образцах большого количества новых групп архей. Из-за низкой плотности клеток в образце получившаяся последовательность генов происходит не от изолированной клетки, а представляет собой комбинацию генетических фрагментов. В результате был собран на 92 % полный геном, избыточный в 1,4 раза, который присвоили роду Lokiarchaeum. Хотя метагеномный анализ показал наличие генома этого организма в образце, сам организм культивирован не был.
Выделение нового типа Lokiarchaeota было предложено при помощи филогенетического анализа, в котором рассматривался ряд высококонсервативных белоккодирующих генов. Хотя тип получил своё название в честь гидротермального источника, из которого был взят образец, оно также отсылает к древнескандинавскому богу Локи. В литературе бог Локи предстаёт сложной, противоречивой и двойственной фигурой, вызывающей массу споров у специалистов по мифологии, по аналогии с набирающими оборот дебатами о происхождении эукариот.

## Описание
Геном Lokiarchaeum включает 5381 белок-кодирующих гена. Из них 32 % не соответствуют какому-либо известному белку, 26 % близко напоминают белки архей, а 29 % соответствуют бактериальным белкам. Этот результат объясняются тем, что, во-первых, белки, принадлежащие новому типу архей, имеющему мало близких родственников или лишённому их вовсе, сложно отнести к правильному домену, и, во-вторых, предшествующие исследования показали наличие значительного горизонтального переноса генов между бактериями и археями. Небольшая, но важная доля белков (175; 3,3 %) наиболее близко стоят к белкам эукариот. Ряд данных указывает на то, что эти белки появились в образце не из-за загрязнения эукариотическими клетками, а принадлежат именно Lokiarchaeum. Во-первых, гены, похожие на эукариотические, всегда были фланкированы (окружены) прокариотическими генами; во-вторых, эти гены присутствовали в образце в огромных количествах, в то время как настоящая эукариотическая ДНК там обнаружена лишь в следовых количествах, а характерные для эукариот гены 18S рРНК вовсе не найдены; в-третьих, предшествующий филогенетический анализ показал, что эти гены отделились ещё в самом основании древа эукариот.
У эукариот аналогичные белки участвуют в деформации клеточной мембраны, поддержания формы клетки, а также входят в состав динамического белкового цитоскелета. В связи с этим предполагается, что у Lokiarchaeum могут присутствовать вышеперечисленные черты, в частности, цитоскелет. Другой белок, общий для эукариот и Lokiarchaeum — актин — необходим для фагоцитоза у эукариот, то есть активного поглощения пищевых частиц. Способность к фагоцитозу могла облегчить эндосимбиотическое появление митохондрий, наличие которых служит одним из ключевых различий прокариот и эукариот, а также хлоропластов. Кроме актина у Lokiarchaeum были выявлены другие важные эукариотические белки: малые ГТФазы Ras, комплекс генов ESCRT, необходимый для изгибов мембраны и отпочковывания везикул от неё и работы убиквитин-опосредованной системы деградации белка, характерной для эукариот. Рибосомы Lokiarchaeum стоят ближе к рибосомам эукариот, чем любые другие прокариотические рибосомы, в частности, из прокариот только у Lokiarchaeum есть эукариотический рибосомный белок L22e.

## Эволюционное значение

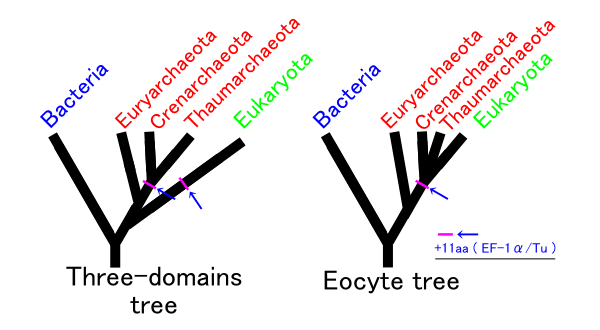
Классическое трёхдоменное дерево (слева) и двухдоменное, или эоцитное (справа)

Сравнительный анализ генома Lokiarchaeum с другими геномами дал возможность построить филогенетическое дерево, которое показало монофилию таксона, в который вошли эукариоты и Lokiarchaeota, подтверждая эоцитную гипотезу происхождения эукариот (то есть от архей-хозяев, приобретших митохондрии в ходе эндосимбиоза). Набор мембранно-связанных функций Lokiarchaeum позволяет предположить, что общий предок эукариот мог занимать промежуточное положение между прокариотами, лишённых внутриклеточных элементов, и эукариотами, чьи клетки содержат множество различных органелл.
Трёхдоменная система Карла Вёзе делит клеточную жизнь на три домена: археи, бактерии и эукариоты. Последние характеризуются крупными, сложно устроенными клетками с мембранносвязанными ядрами, содержащими генетический аппарат клетки, и синтезирующими АТФ митохондриями. Наиболее древними формами жизни считаются бактерии и археи, поскольку самые старые ископаемые элементы с признаками липидов архей имеют возраст 3,8 млрд лет. Появление эукариот, к которым принадлежат наиболее сложно устроенные клетки и все истинно многоклеточные организмы, произошло от 1,6 до 2,1 млрд лет назад. Хотя эволюция эукариот имеет чрезвычайно большое значение, до сих пор не было известно никаких промежуточных форм между про- и эукариотами. В связи с этим открытие Lokiarchaeum, обладающего многими, но не всеми чертами эукариот, представляет собой доказательство наличия перехода от архей к эукариотам. В таком случае, по правилам кладистики эукариоты могут рассматриваться как подгруппа архей, а классическое трёхдоменное древо жизни превращается в двухдоменное (эоцитное).
Lokiarchaeota и эукариоты предположительно имеют общего предка и разошлись приблизительно 2 млрд лет назад. Этот предполагаемый предок имел некоторые необходимые «стартовые» гены, которые сделали возможным дальнейшее усложнение клеток. Непосредственно с этого общего предка и началась эволюция эукариот.